# Miguel Ángel Menéndez
Miguel Ángel Menéndez Reyes (11 de enero de 1904 - 24 de junio de 1982) fue un escritor, poeta, periodista, diplomático y político mexicano nacido en Izamal, Yucatán y fallecido en la Ciudad de México. Autor entre otras obras de Nayar, laureada novela costumbrista. Periodista y luchador social que defendió la causa agrarista conducida por el presidente Lázaro Cárdenas del Río en el México posrevolucionario. Descendiente (nieto) de los maestros cubanos inmigrados a México en 1869 Antonio Menéndez de la Peña y Ángela González Benítez.

## Datos biográficos
Hizo sus primeros cursos en la escuela "Perseverancia" del educador Tiburcio Mena Osorio, para más tarde irse a vivir a Mérida, la capital del estado de Yucatán, en donde estudió, primero, en la Escuela Modelo y después en el Instituto Literario de Yucatán. Temprano, a la edad de 19 años, emigró a la Ciudad de México para iniciar su carrera de periodista.
Como hombre público empezó su carrera siendo presidente municipal de Payo Obispo (hoy Chetumal, Quintana Roo). Fue diputado por el Partido Nacional Revolucionario al Congreso de la Unión en México representando a su estado natal, Yucatán, en la XXXVII Legislatura, en la que se hizo reconocer por su oratoria y por las causas que defendió, sobresaliendo muy particularmente su discurso de bienvenida a los españoles republicanos que debieron salir de su patria durante la guerra civil en 1937 y que llegaron a México, invitados y asilados por el gobierno del presidente Lázaro Cárdenas del Río.
En el servicio público se caracterizó por su espíritu de lucha orientado a las causas sociales, particularmente al sector campesino. Fue promotor y defensor de la reforma agraria encauzada por el presidente Lázaro Cárdenas, según se demuestra en su obra "La Industria de la Esclavitud", en la que describe las condiciones del campesino maya en Yucatán atrapado por la agroindustria henequenera. Creó en 1937, junto con otros líderes agrarios como Arsenio Lara, el Comité de Defensa Ejidal, desde el que se reivindicaban las aspiraciones agraristas de los ejidatarios henequeneros.
Fue director de PIPSA (Productora e Importadora de Papel, S.A.), nombrado por el presidente Cárdenas. Fue embajador de México en Colombia, China, y plenipotenciario para la América del Sur, de 1944 a 1950. Tuvo la iniciativa y fue fundador y primer secretario general de la Comisión Nacional de Libros de Texto Gratuitos en 1959, dirigiendo con Martín Luis Guzmán quien fue presidente de la misma y Jaime Torres Bodet, como secretario de educación pública, los esfuerzos iniciales de esa institución, uno de los pilares del sistema educativo mexicano.
Fue declarado “Hijo Distinguido de Izamal” en 1972 por el Ayuntamiento que presidió Manuel Azcorra Sosa.

## Obra
Menéndez fue autor entre otros, de:

### Nayar
Su novela Nayar (1940) sobresale de entre su obra literaria. Galardonada en diciembre de 1940 con el Premio Nacional de Literatura, antecedente inmediato del que se denominó a partir de diciembre de 1944 Premio Nacional de Ciencias y Artes, por un jurado que encabezó Alfonso Reyes, traducida a diversos idiomas, incluido el ruso, cuya trama -desarrollada en un lenguaje poético, en el ambiente bucólico de la selva nayarita, iniciándose entre los manglares del estero de la Florida y concluyéndose en una cárcel de Tepic-, se resume así: Hace más de cuatro siglos, Nuño de Guzmán estrelló su crueldad y violencia de conquistador ante el altivo sentimiento de libertad con que le resistió el pueblo cora. Después, inútilmente, los misioneros buscaron un resquicio para infiltrar en ella la religión de los blancos. En la sierra del Nayar (Nayarit, México) perdura tenazmente, aún hoy, la vida indígena preñada de confusión -paganismo, superstición, sentimientos simplistas cristianos- vida que es incapaz de otorgar a la tribu calidad humana de bienestar. El espíritu cora, con su voluntad de sobrevivir, mantiene intocable su actitud tradicional de lucha; hace escudo de su aislamiento, en contra de las leyes de los blancos, que carecen de sentido para normar su vida. Este libro condensa aspectos salientes de un mundo real, en olvido, que se halla fuera de las condiciones de tiempo y espacio y que pervive en espera de su hora.

### Otros libros
Vivió durante algunos años en California, EE. UU., ejerciendo el periodismo e involucrado en la vida del cinematógrafo, que en esos años estaba en pleno desarrollo. Ahí escribe su primer libro en prosa:
- Hollywood sin Pijamas, 1928, que contiene entrevistas con personajes famosos de la meca del cine norteamericano entre las que es notable la que le hizo a Charlie Chaplin.[14]

Otros libros en prosa fueron:
- Ideas y Direcciones Políticas, 1940, ensayo sobra la situación política del México posrevolucionario.
- La Industria de la esclavitud, 1947, ensayo sobre las condiciones que imperaban entonces en la agroindustria henequenera de Yucatán. El Hombre de Yucatán y su horizonte de espinas, 1954, ensayo sobre la miseria del campesino yucateco. Yucatán Problema de Patria, 1967, denuncia pública de las condiciones socioeconómicas que imperaban en el Estado de Yucatán.
- Malintzin. Miguel A. Menéndez. Populibros La Prensa. México, 1964</ref> 1965, ensayo histórico, que examina la vida de la madre del mestizaje mexicano en "Un Fuste, Seis Rostros y Una Sola Máscara", conciliando a los orígenes con la actualidad del país que surge entre 1519 y 1521, con la llegada y el triunfo bélico del conquistador español sobre los pueblos que entonces dominaban la región más poblada del continente americano. En este libro, destacado en la bibliografía del autor, se dota de secuencia lógica a las luchas mexicanas de siempre, explicando la naturaleza y la presencia del conflicto económico y psicológico planteado por la guerra de conquista en el seno de la colectividad, cuyas consecuencias dramáticas se viven hoy todavía. Arrojando luz en el fondo de los hechos históricos se nos muestra a los vencidos y a los vencedores, sorpresivamente traumatizados ambos, por el resultado sorpresivo de la épica gesta que alumbró a una nueva raza.[2][15]

### Poesía
Dijo José Esquivel Pren, el autor de la Historia de la Literatura en Yucatán, refiriéndose a Míguel A. Menéndez como poeta: 

"...uno de los más grandes poetas que ha tenido y tiene Yucatán, singular en el verso, plural en la proyección de su genio literario..."

Su obra poética está contenida en: Otro Libro, 1932; El Rumbo de los Versos, 1936 (1993); Teoría del Naufragio, 1963 (Premiado con la Flor Natural de los Juegos Florales de Mazatlán, Sinaloa, México, en el mismo año); Mare Nostrum: Caribe,1980 ; La Imposible Paz, 1979. De la tercera edición del Rumbo de los Versos (1993) se toma un fragmento del conocido poema Carta a mi madre, para ilustrar la sensibilidad del autor:

Los últimos versos de su Teoría del Naufragio ofrecen otra muestra del estilo y de la inspiración del poeta.
De entre su obra poética tiene versos que han sido musicalizados. Gonzalo Curiel, compositor tapatío, lo hizo con "Muchacha del alma" del "Rumbo de los versos". También tienen música su "Corrido de Pancho Villa" y "Náufrago", entre otros.

## Periodismo
Menéndez se desempeñó como periodista por más de sesenta años, habiendo sido reportero, redactor y editorialista de los principales periódicos de la Ciudad de México, desde 1922 hasta su muerte . Fundó y dirigió en 1952 el entonces único diario en inglés de la Ciudad de México, el Mexico City Herald que después habría de convertirse en el periódico The News. Es recordado el discurso que a manera de crónica sobre la gesta del Batallón de San Patricio escribió y que fue leído por diez años consecutivos, a partir de 1959, en la Plaza de San Jacinto, en San Ángel, Ciudad de México, lugar del sacrificio, como homenaje a los irlandeses que murieron en el patíbulo por haber peleado a favor de México durante la invasión estadounidense de 1847. Recibió la Medalla Francisco Zarco al mérito periodístico en 1962, premio que recibió en el Club de Periodistas de la Ciudad de México con una conferencia magistral ("La Noticia Política") que se ha usado como texto académico en escuelas de periodismo.